# Степок (Таращанська міська громада)
Степо́к — село в Україні, в Білоцерківському районі Київської області. Входить до складу Таращанської міської громади. Населення становить 430 осіб.

## Географія
У селі річка Стуйна впадає в Киндюху.